# Mormonia simulatilis
Mormonia simulatilis là một loài bướm đêm trong họ Noctuidae.